# Lyudmila Pakhomova
Lyudmila Alekseyevna Pakhomova (em russo:  Людмила Алексеевна Пахомова; Moscou, RSFS da Rússia, 31 de dezembro de 1946 – Moscou, RSFS da Rússia, 17 de maio de 1986) foi uma patinadora artística soviética, que competiu em provas na dança no gelo. Ela morreu de leucemia em 1986.
Ela foi campeã olímpica na patinação artística em 1976 ao lado de Alexandr Gorshkov.

## Principais resultados

### Com Alexander Gorshkov
| Resultados                                            | Resultados       | Resultados       | Resultados        | Resultados      | Resultados      | Resultados       | Resultados      | Resultados      | Resultados      | Resultados      | Resultados    | Resultados    |
| Internacional                                         | Internacional    | Internacional    | Internacional     | Internacional   | Internacional   | Internacional    | Internacional   | Internacional   | Internacional   | Internacional   | Internacional | Internacional |
| Evento/Temporada                                      | 1966– 1967       | 1967– 1968       | 1968– 1969        | 1969– 1970      | 1970– 1971      | 1971– 1972       | 1972– 1973      | 1973– 1974      | 1974– 1975      | 1975– 1976      |               |               |
| ----------------------------------------------------- | ---------------- | ---------------- | ----------------- | --------------- | --------------- | ---------------- | --------------- | --------------- | --------------- | --------------- | ------------- | ------------- |
| Jogos Olímpicos                                       |                  |                  |                   |                 |                 |                  |                 |                 |                 | Medalha de ouro |               |               |
| Campeonato Mundial                                    | 13.ª             | 6.ª              | Medalha de prata  | Medalha de ouro | Medalha de ouro | Medalha de ouro  | Medalha de ouro | Medalha de ouro |                 | Medalha de ouro |               |               |
| Campeonato Europeu                                    | 10.ª             | 5.ª              | Medalha de bronze | Medalha de ouro | Medalha de ouro | Medalha de prata | Medalha de ouro | Medalha de ouro | Medalha de ouro | Medalha de ouro |               |               |
| Prize of Moscow News                                  |                  |                  |                   | Medalha de ouro | Medalha de ouro |                  | Medalha de ouro |                 | Medalha de ouro | Medalha de ouro |               |               |
| Nacional                                              |                  |                  |                   |                 |                 |                  |                 |                 |                 |                 |               |               |
| Campeonato Soviético                                  | Medalha de prata | Medalha de prata | Medalha de ouro   | Medalha de ouro | Medalha de ouro |                  | Medalha de ouro | Medalha de ouro | Medalha de ouro |                 |               |               |
|                                                       |                  |                  |                   |                 |                 |                  |                 |                 |                 |                 |               |               |
| Legenda: Competição não foi disputada nesta temporada |                  |                  |                   |                 |                 |                  |                 |                 |                 |                 |               |               |

### Com Viktor Ryzhkin
| Resultados           | Resultados      | Resultados      | Resultados      | Resultados    | Resultados    | Resultados    | Resultados    | Resultados    | Resultados    | Resultados    | Resultados    | Resultados    |
| Internacional        | Internacional   | Internacional   | Internacional   | Internacional | Internacional | Internacional | Internacional | Internacional | Internacional | Internacional | Internacional | Internacional |
| Evento/Temporada     | 1963– 1964      | 1964– 1965      | 1965– 1966      |               |               |               |               |               |               |               |               |               |
| -------------------- | --------------- | --------------- | --------------- | ------------- | ------------- | ------------- | ------------- | ------------- | ------------- | ------------- | ------------- | ------------- |
| Campeonato Mundial   |                 |                 | 10.ª            |               |               |               |               |               |               |               |               |               |
| Campeonato Europeu   |                 |                 | 7.ª             |               |               |               |               |               |               |               |               |               |
| Nacional             |                 |                 |                 |               |               |               |               |               |               |               |               |               |
| Campeonato Soviético | Medalha de ouro | Medalha de ouro | Medalha de ouro |               |               |               |               |               |               |               |               |               |